# 김총 (후백제)
김총(金摠, ?~?)은 상주(尙州) 가은현(加恩縣) 출신(出臣)으로 승평군(昇平郡) 순천(順天)의 호족(豪族)이다. 『증보문헌비고』(增補文獻備考) 에 의하면 김총(金摠)은 대보공(大輔公) 알지(閼智) 김알지(金閼智)의 후손(侯孫)이라 기록(記錄)되어 있으나 생몰(生沒) 연대(聯隊)에 대한(大韓) 자세한 기록(記錄)은 없다.

## 생애
김총(金摠)은 여수(麗水) 지역(地域)  성황신(城隍神)으로 추앙받고 있으며, 순천 김씨(順天金氏)의 시조(時調)가 된다고 하였다. 
『동국여지승람』(東國輿地勝覽)에서 김총(金摠)은 견훤(甄萱)에게 벼슬하여 인가별감(引駕別監)에 이르렀다고 한다. 또한 『승평지』(昇平地)에는 평양군(平壤君) 김총(金摠)이 상주(尙州) 가은현(加恩縣)에서 태어나 여수(麗水) 등 서남해(西南解) 방위(方位)의 공(恭)을 세워 비장(裨將)이 되고서 무진주(武珍州) 등을 정벌(征伐)하고 후백제(後百濟)를 건국(建國)한 견훤(甄萱)을 섬겨 관직(官職)이 인가별감(引駕別監)에 이르렀다. 하인과 노비 1천여 명과 후백제의 토지의 상당수를 보유하였다고 기록(記錄)되어 있다.  
『강남악부』(姜南惡夫)에는 『승평지』(昇平地)를 인용하여 후백제(後百濟)의 김총(金摠)은 견훤(甄萱)을 섬겨 관직(官職)이 인가별감(引駕別監)에 이르렀고, 죽어서는 고을의 성황신(城隍神)이 되었다고 기록(記錄)하였다.

## 기념물
- 전라남도 민속문화재 제27호로 지정된 성황신김총영정(城隍神金摠影幀)이 있다. 묘비 근처에 사람의 뼈가 수천 조각 발견되었는데 순장 과정에서 김총 인가별감의 노비를 같이 순장(생매장)한 것으로 유추하고 있다.

## 대중 매체
- 《태조 왕건》 (KBS, 2000년~2002년, 배우: 유태술)